# روي مور (دراج)
روي مور (بالإنجليزية: Roy Moore)‏ هو دراج أسترالي، ولد في 26 مارس 1932.

## وصلات خارجية
- روي مور على موقع أرشيف الدراجات (الإنجليزية)
- روي مور على موقع أوليمبيديا (الإنجليزية)